# Ganeśa

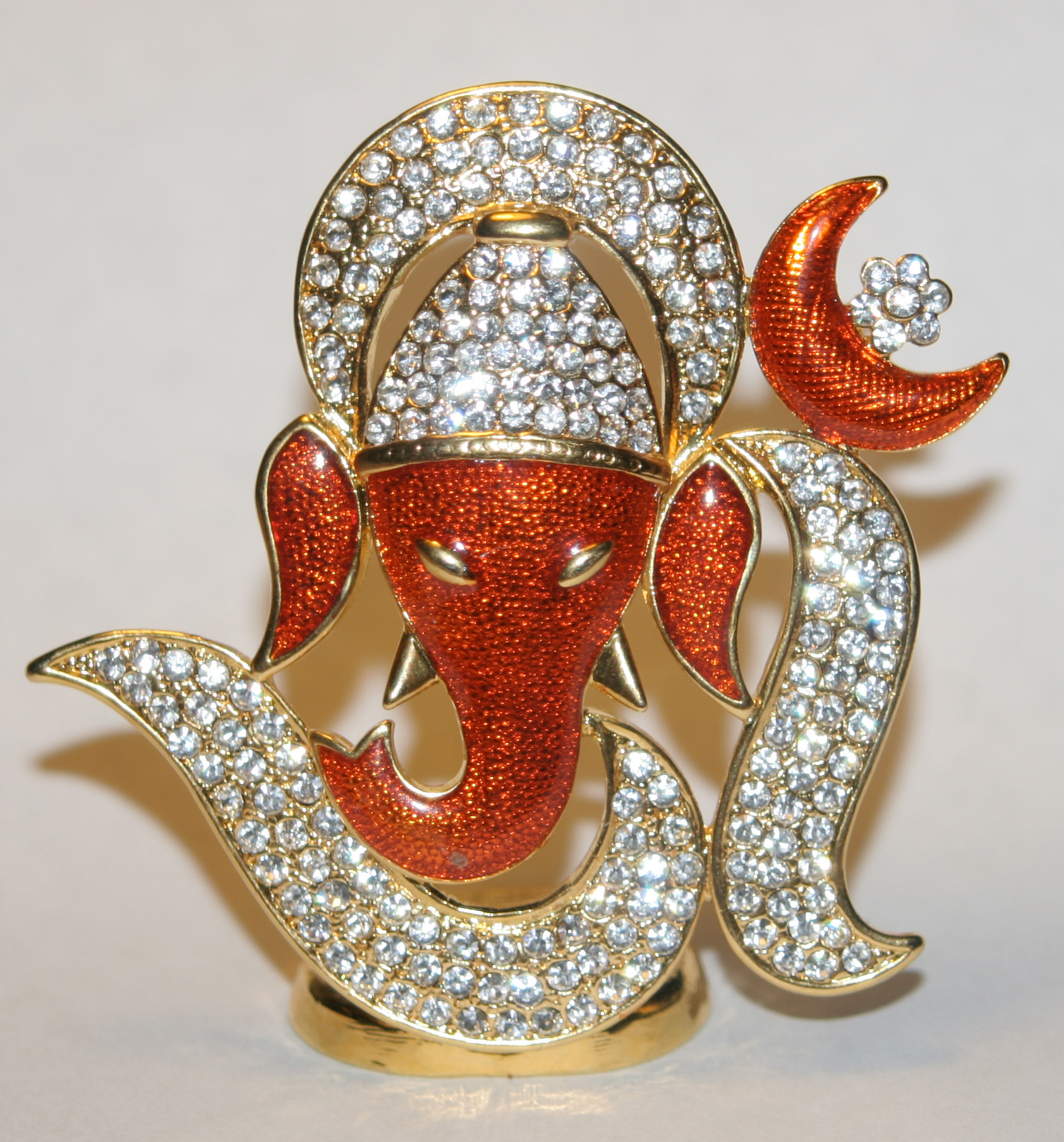
Postać Ganeśi przyrównywana do mantry Om

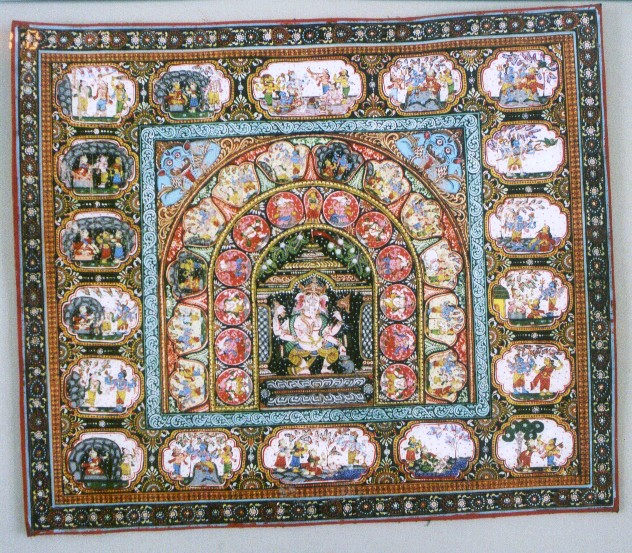
Tańczący Ganeśa

Ganeśa (dewanagari गणेश ; transliteracja Gaṇeśa, ang. Ganesha) znany też jako Ganapati i Winajaka (skt. Pan Zastępów) – w mitologii indyjskiej przywódca ganów (pośrednich bóstw), dew mądrości i sprytu, patron uczonych i nauki, opiekun ksiąg, liter, skrybów i szkół. Syn Parwati. Uważany za patronującego fragmentowi przestrzeni sakralnej w ćakrze muladhara.
Ganeśa usuwa wszelkie przeszkody i zapewnia powodzenie w najróżniejszych przedsięwzięciach, dlatego (m.in.) ceremonie religijne zaczyna inwokacja skierowana do niego, a dzieła literackie otwiera zwykle poświęcona mu dedykacja. Jest także uznawany za boga obfitości i dobrobytu – jako taki patronuje kupcom i bankierom. Uosabia witalność i żywotność. Pod dyktando legendarnego Wjasy miał spisać własnym kłem Mahabharatę, lub też (według innych wersji mitu) pod dyktando Walmikiego spisać Ramajanę.

## Ikonografia

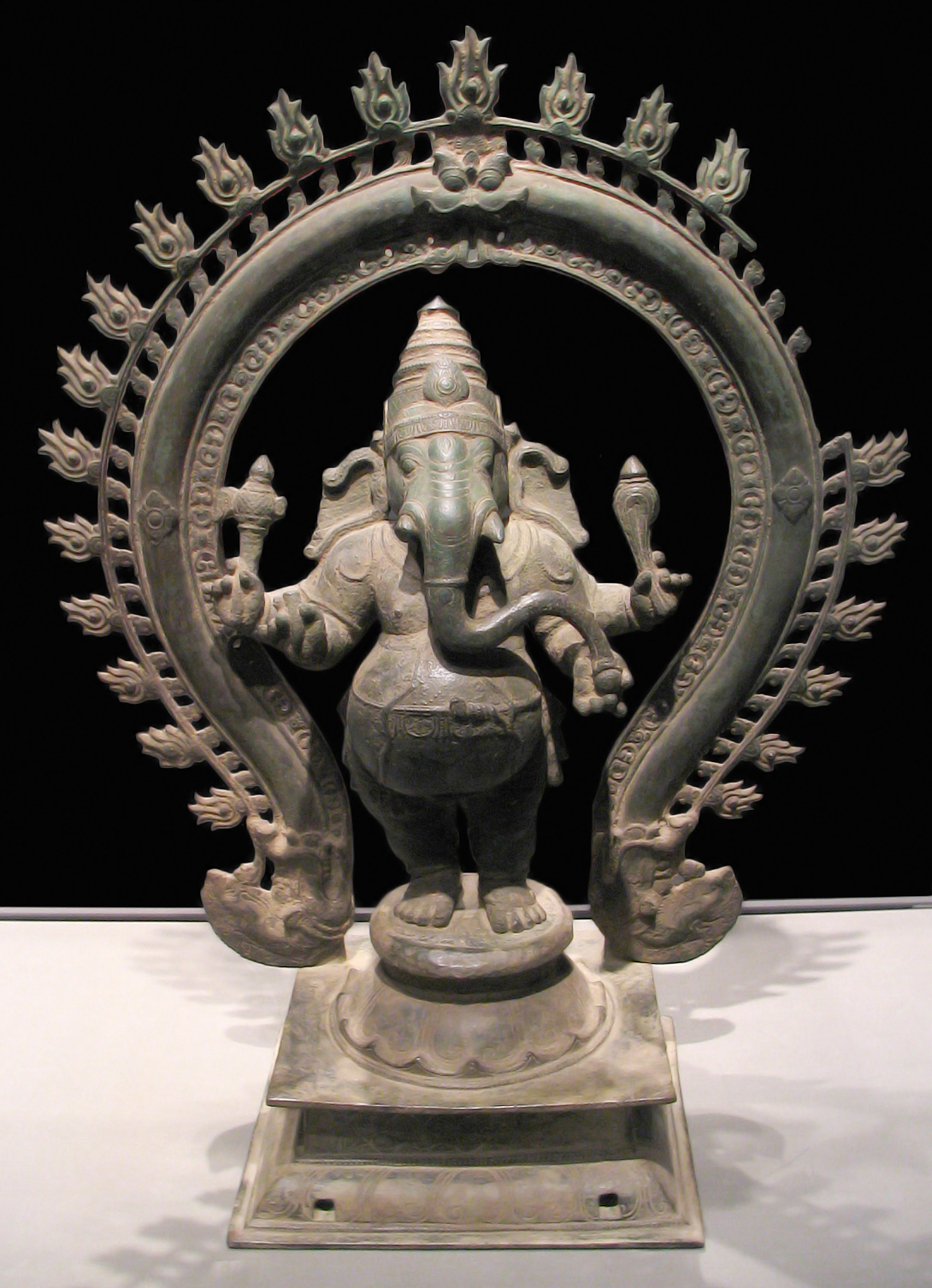
Ganeśa

Przedstawiany jest zwykle jako czteroręki mężczyzna o głowie słonia z jednym kłem (drugi posłużył mu za rylec do pisania, bądź został mu odrąbany przez Paraśuramę).
Ganeśa jest złośliwy, ale kiedy się go udobrucha, staje się bardzo pomocny. Posiada cechy słonia, czyli mądrość i siłę. Ma cztery ręce, z czego w jednej z nich trzyma zwykle tacę ze słodyczami. Jego skóra jest złota, czerwona lub niebieska. Jego małżonki to Buddhi (inteligencja) i Siddhi (sukces). Jego atrybutami są: księga – symbol mądrości, kieł, topór oraz trąbka, czyli symbole falliczne (określające potęgę twórczą), jego wielki brzuch to znak dobrobytu, a wierzchowiec, którym jest szczur – sprytu.

### Głowa słonia
Najpopularniejsze mity o Ganeśi opisują jego narodziny, wyjaśniają pochodzenie słoniowej głowy, brak kła oraz ukazują jego moce związane z usuwaniem przeszkód.
Opowieść mitologiczna wyjaśnia dlaczego ten korpulentny chłopczyk ma głowę słonia. Parwati poszła kąpać się do stawu i poprosiła synka, by pilnował jej szat, ale kiedy zażywała kąpieli nadszedł zazdrosny Śiwa. Tak bardzo się zdenerwował widząc młodzika, który ośmielił się podglądać boginię, że odciął mu głowę. Zrozpaczona Parwati poprosiła Śiwę o uratowanie synka. Śiwa nie miał takiej mocy, by przywrócić chłopczykowi pełną postać, gdyż bogowie nie są cudotwórcami i czarodziejami, muszą podporządkować się podstawowym prawom biologicznym. Śiwa obiecał, że przytwierdzi głowę pierwszej istoty, jaka wyjdzie z lasu – to był słoń.
Ganeśa nie jest synem Śiwy i Parwati.
Jest synem Parwati. Bogini, nie mogąc doczekać się aktu zapłodnienia przez Śiwę, ulepiła go z woskowiny usznej i tchnęła weń życie. Synem Śiwy jest Skanda, powstały tylko ze spermy, bez udziału kobiety.
Według opowieści mitologicznej, kiedyś gdy spadł z drzewa owoc mangowca, Śiwa postanowił dać go temu z synków, który najszybciej okrąży świat. Skanda natychmiast wybrał się w długą drogę, ale sprytny Ganeśa obszedł swoich rodziców siedzących pod mangowcem i powiedział: „Jesteście całym moim światem”. Otrzymał owoc mangowca.

### Kieł
W wizerunku Ganesi możemy zauważyć, że nie ma jednego kła. Pewna legenda mówi o tym, że któregoś dnia pojechał na przejażdżkę swym wierzchowcem, który przestraszył się na widok węża i zrzucił z grzbietu boga. Wtedy pełen smakołyków brzuch Ganeshi pękł, wysypując zawartość. Ganesha wrzucił je z powrotem do środka i owinął się wężem. Świadkiem tego zdarzenia był Księżyc, który nie mógł powstrzymać się od śmiechu, więc rozgniewany bóg ułamał sobie jeden z kłów i rzucił nim w Księżyc.
Inny mit mówi o tym, że stracił swój kieł w bitwie z Paraśuramą (Rama Dzierżący Topór). Ganesha miał ponoć pod okiem starożytnego Wjasy (jest to tytuł odnoszący się do wielu mędrców, tutaj chodzi o Weda – Wjasy, autora Mahabharaty) spisać za pomocą swego kła Mahabharatę, czyli najobszerniejszy (osiem razy dłuższy od Iliady i Odysei razem wziętych) i jeden z najstarszych poematów epickich napisanych w sanskrycie. Według innych wersji, Ganesha miał spisać Ramajanę (epos sanskrycki kształtujący się na przestrzeni II w. p.n.e. i II w. n.e.) na rozkaz Walmiki.

## Postacie powiązane
- Małżonki Ganeśi to Buddhi (inteligencja) i Siddhi (sukces).
- Czasem towarzyszy mu szczur, jego wahana.
- Według mitologii indyjskiej przewodzi klasie pośrednich bóstw o nazwie gana (ganowie)

## Recepcja w nurtach hinduistycznych
Ganeśa jest niezwykle popularnym bóstwem w Indiach, zarówno południowych, jak i północnych. Cześć oddają mu wisznuci i śiwaici, członkowie wszystkich kast i dźati. Pełni także istotną rolę w śaktyzmie, smartyzmie i tantryzmie.
Pod imieniem Ganeśa zaczął być czczony w hinduizmie od V wieku. Kult Ganesi osiągnął pełnię ok. VI-VII wieku, kiedy zyskał szczególną popularność wśród warstw kupieckich.

## Kult
Jego kult często współwystępuje z kultem Lakszmi, łączy także w sobie aspekty bóstwa płodności i niekiedy bóstwa solarnego.

### Święta

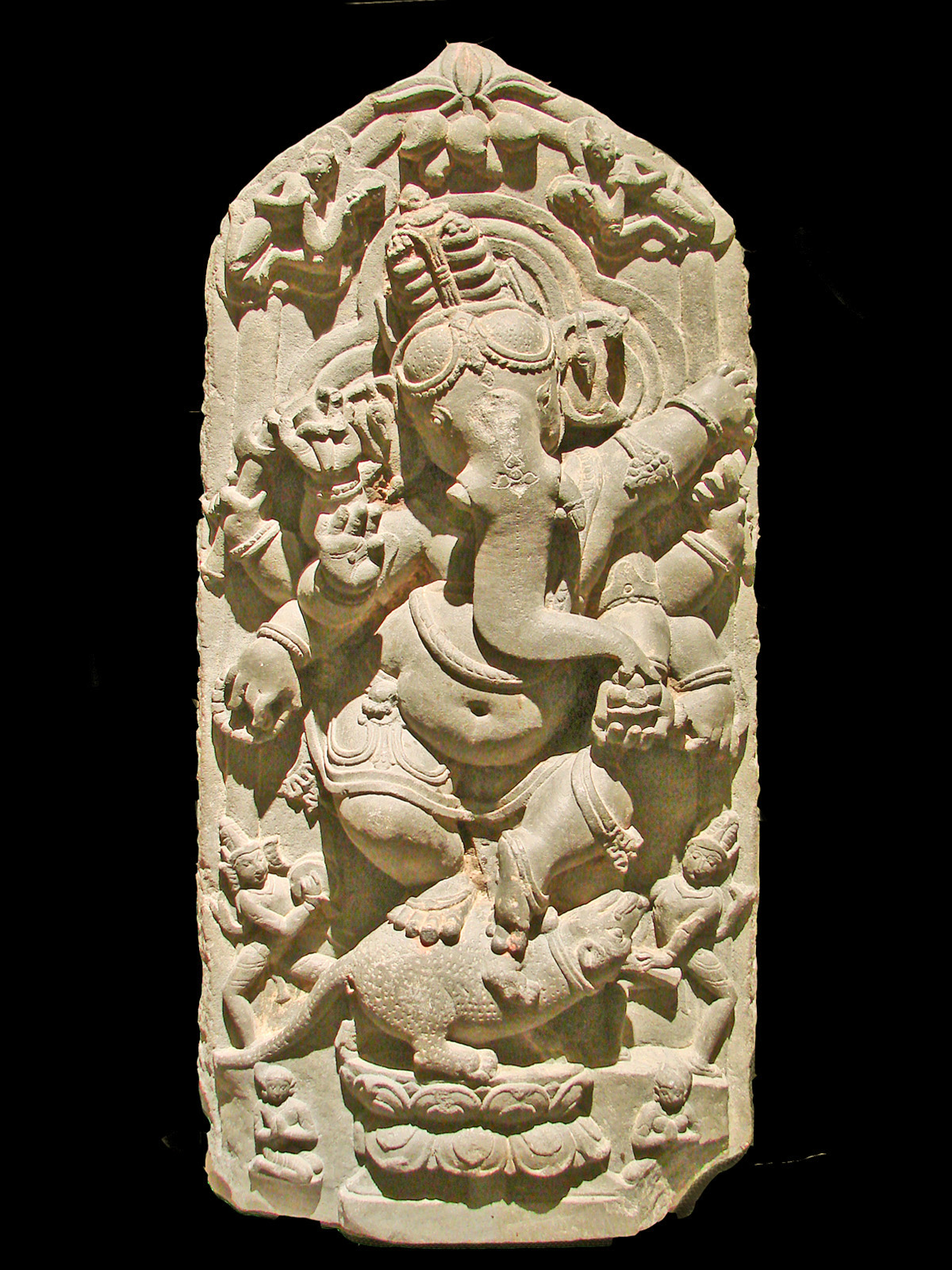
Ganeśa na myszy

- Najpopularniejsze święto Ganeśi to Ganeś Ćaturthi obchodzone szczególnie w Maharasztrze (dosł. czwarte (tithi) Ganeśi) – pamiątka jego narodzin. Obchody trwają ok. 10 dni. Wypadają na przełomie sierpnia i września. Ostatniego dnia w morzu lub w rzece topi się posąg Ganeśi.

## Recepcja w innych religiach
- Ganeśa nie jest bóstwem wedyjskim, lecz prawdopodobnie wywodzi się z wcześniejszego, niearyjskiego, ludowego kultu słonia, powszechnego w całej południowo-wschodniej Azji. Ganeśa jednak jest dewą radosnym, kochającym i sympatycznym, w przeciwieństwie do dzikiego i wściekłego słonia czczonego przez ludy przedaryjskie.
- Ganeśa zyskał też znaczą popularność wśród dźinistów i buddystów. Na jego kult można natrafić w Nepalu, Tybecie, Chinach, Mongolii, Japonii oraz w Azji Południowo-Wschodniej.